# Haemulopsis nitidus
Haemulopsis nitidus és una espècie de peix pertanyent a la família dels hemúlids.

## Descripció
- Pot arribar a fer 30 cm de llargària màxima (normalment, en fa 25).
- Cos robust, comprimit i de color bronze argentat.
- Aleta dorsal amb osques.[6][7][8]

## Hàbitat
És un peix marí, demersal i de clima tropical.

## Distribució geogràfica
Es troba al Pacífic oriental: des del golf de Califòrnia fins al Perú.

## Ús comercial
Es comercialitza fresc.

## Observacions
És inofensiu per als humans.